# 2023-as U21-es labdarúgó-Európa-bajnokság
A 2023-as U21-es labdarúgó-Európa-bajnokságot Romániában és Grúziában rendezték meg. Ez volt az U21-es Európa-bajnokság 24. kiírása. (A 27., ha az U23-as korszakot is ideszámítjuk.) A csoportmérkőzéseket június 21. és 28. között játszották le, míg a kieséses szakasz összecsapásaira július 1. és 8. között került sor. A torna nyitómérkőzését Romániában rendezték, a döntőt pedig Grúziában.
Az Európa-bajnokságon a 2000. január 1-je után született labdarúgók vehettek részt. A 2024. évi nyári olimpiai játékok férfi labdarúgótornájára házigazdaként automatikusan kvalifikáló Franciaországon kívül további három nemzet juthat ki Európából.

## Házigazda országok kiválasztása
Románia és Grúzia külön pályázott a tornára, de az Európai Labdarúgó-szövetség 2020. december 3-án jelölte ki a két rendező országot, mint közösrendező.

## Selejtezők
A két házigazda – Románia és Grúzia  – automatikus résztvevő. A többi 53 UEFA-tagország selejtező mérkőzéseket játszott. Az 53 csapatot kilenc csoportba osztották. Nyolc darab hatos és egy darab ötös csoport volt. Mindegyik csoport győztese valamint a legjobb második automatikusan kijutott az Európa-bajnokságra. A nyolc további második helyezett pótselejtezőt játszott és a győztesei szintén EB-résztvevők.
A selejtezők 2021 szeptemberétől 2022 júniusáig tartottak, a pótselejtező-mérkőzések 2022 szeptemberében rendezték.

### Résztvevők
| Csapat        | Kvalifikáció módja          | Kvalifikáció dátuma  | Részvételek száma                | Legutóbbi részvétel | Legjobb eredmény                        |
| ------------- | --------------------------- | -------------------- | -------------------------------- | ------------------- | --------------------------------------- |
| Románia       | Házigazda                   | 2020. december 3.    | 4.                               | 2021                | Elődöntő: (2019)                        |
| Grúzia        | Házigazda                   | 2020. december 3.    | 1.                               | —                   | Először vesz részt                      |
| Belgium       | Az I csoport győztese       | 2022. március 29.    | 4.                               | 2019                | Elődöntő: (2007)                        |
| Spanyolország | A C csoport győztese        | 2022. június 2.      | 16.                              | 2021                | Győztes: (1986, 1998, 2011, 2013, 2019) |
| Németország   | A B csoport győztese        | 2022. június 3.      | 14.                              | 2021                | Győztes: (2009, 2017, 2021)             |
| Portugália    | A D csoport győztese        | 2022. június 6.      | 10.                              | 2021                | Döntő: (1994, 2015, 2021)               |
| Anglia        | A G csoport győztese        | 2022. június 7.      | 17.                              | 2021                | Győztes: (1982, 1984)                   |
| Hollandia     | Az E csoport győztese       | 2022. június 8.      | 9.                               | 2021                | Győztes: (2006, 2007)                   |
| Franciaország | A H csoport győztese        | 2022. június 9.      | 11.                              | 2021                | Győztes: (1988)                         |
| Olaszország   | Az F csoport győztese       | 2022. június 14.     | 22.                              | 2021                | Győztes: (1992, 1994, 1996, 2000, 2004) |
| Norvégia      | Az A csoport győztese       | 2022. június 14.     | 3.                               | 2013                | Elődöntő: (1998, 2013)                  |
| Svájc         | Az E csoport 2. helyezettje | 2022. június 14.     | 5.                               | 2021                | Döntő: (2011)                           |
| Ukrajna       | A rájátszás győztes         | 2022. szeptember 27. | 3.                               | 2011                | Döntő: (2006)                           |
| Csehország    | A rájátszás győztes         | 2022. szeptember 27. | 9. (15. Csehszlovákiával együtt) | 2021                | Győztes: (2002)                         |
| Horvátország  | A rájátszás győztes         | 2022. szeptember 27. | 5.                               | 2021                | Negyeddöntő : (2021)                    |
| Izrael        | A rájátszás győztes         | 2022. szeptember 27. | 3.                               | 2013                | Csoportkör: (2007, 2013)                |

Jegyzetek
1. ↑  2022. május 2-án az UEFA bejelentette, hogy Oroszországot kizárták a selejtezőből országuk Ukrajna elleni inváziója miatt, és minden korábbi eredményét törölték.[8] Spanyolország csoportelsőként jutott ki a tornára.

## Sorsolás
A sorsolást 2022. október 18-án, közép-európai idő szerint 18:00-kor rendezték Bukarestben, Romániában. A 16 csapatot négy, négy csapatból álló csoportba sorsolták. A csapatok a selejtező szakasz végét követő együtthatós sorrendjük szerint kerültek kiosztásra, amelyet az alábbiak alapján számolnak:
- 2019-es U21-es labdarúgó-Európa-bajnokság és a selejtezőben elért eredmények (20%)
- 2019-es U21-es labdarúgó-Európa-bajnokság és a selejtezőben elért eredmények (40%)
- 2023-as U21-es labdarúgó-Európa-bajnokság selejtezőben elért eredmények (40%)

A 16 csapatot négy, négy csapatból álló kalapokba sorsolták. A csapatokat a selejtező csoportos szakaszának végét követő együtthatós sorrendjük szerint rangsorolták. Minden csoport egy-egy csapatot tartalmaz a négy kalapból. A házigazda Románia és Grúzia az A1, illetve a B1 pozícióba kerül a sorsoláson, míg a másik 14 csapat a csoportok többi elérhető pozíciójába került.
| Ország        | Koeff. |
| ------------- | ------ |
| Spanyolország | 41.837 |
| Portugália    | 40.130 |
| Németország   | 39.668 |
| Franciaország | 37.887 |

| Ország       | Koeff. |
| ------------ | ------ |
| Hollandia    | 36.626 |
| Anglia       | 35.798 |
| Olaszország  | 35.244 |
| Románia (B1) | 32.414 |

| Ország       | Koeff. |
| ------------ | ------ |
| Horvátország | 31.945 |
| Svájc        | 31.744 |
| Belgium      | 31.550 |
| Csehország   | 30.455 |

| Ország      | Koeff. |
| ----------- | ------ |
| Ukrajna     | 29.362 |
| Norvégia    | 27.872 |
| Izrael      | 25.732 |
| Grúzia (A1) | 24.442 |

## Helyszínek

### Románia
A Román labdarúgó-szövetség az alábbi nyolc stadiont nevezte meg helyszínként:
- Nemzeti Stadion, Bukarest
- Steaua Stadion, Bukarest
- Rapid-Giulești Stadium, Bukarest
- Arcul de Triumf Stadion, Bukarest
- Kolozsvár Aréna, Kolozsvár
- Dr. Constantin Rădulescu Stadion, Kolozsvár
- Ilie Oană Stadion, Ploiești
- Marin Anastasovici Stadion, Gyurgyevó

Négy stadiont töröltek később, amikor kiderült, hogy Grúzia is házigazda lesz.

### Grúzia
A Grúz labdarúgó-szövetség az alábbi négy stadiont nevezte meg helyszínként:
- Acsarabet Arena, Batumi
- Fazisi Stadion, Poti
- Borisz Paicsadze Stadion, Tbiliszi
- Mihail Meszhi Stadion, Tbiliszi

2022 januárjában az UEFA szervezőcsoport szakértőinek javaslata alapján a Fazisi Stadiont a Kutaisziben található Ramaz Sengeliasz Stadion váltotta fel.

### Végleges helyszínek
| Bukarest         | Román helyszínek   | Bukarest                         | Tbiliszi                 | Grúz helyszínek          | Tbiliszi                 |
| ---------------- | ------------------ | -------------------------------- | ------------------------ | ------------------------ | ------------------------ |
| Steaua Stadion   | Kolozsvár Bukarest | Rapid-Giulești Stadium           | Borisz Paicsadze Stadion | Tbiliszi Batumi Kutaiszi | Mihail Meszhi Stadion    |
| Férőhely: 31 254 | Kolozsvár Bukarest | Férőhely: 14 047                 | Férőhely: 54 202         | Tbiliszi Batumi Kutaiszi | Férőhely: 27 223         |
|                  | Kolozsvár Bukarest |                                  |                          | Tbiliszi Batumi Kutaiszi |                          |
| Kolozsvár        | Kolozsvár Bukarest | Kolozsvár                        | Batumi                   | Tbiliszi Batumi Kutaiszi | Kutaiszi                 |
| Kolozsvár Aréna  | Kolozsvár Bukarest | Dr. Constantin Rădulescu Stadion | Acsarabet Arena          | Tbiliszi Batumi Kutaiszi | Ramaz Sengeliasz Stadion |
|                  | Kolozsvár Bukarest |                                  |                          | Tbiliszi Batumi Kutaiszi |                          |
| Férőhely: 30 201 | Kolozsvár Bukarest | Férőhely: 22 198                 | Férőhely: 20 000         | Tbiliszi Batumi Kutaiszi | Férőhely: 14 700         |

## Csoportkör
A csoportok első két helyezettje jut tovább a negyeddöntő. Az időpontok helyi idő szerint, a zárójelben magyar idő szerint értendők.
A sorrend meghatározása
Az Európa-bajnokság csoportjaiban ha két vagy több csapat a csoportmérkőzések után azonos pontszámmal állt, akkor a következő pontok alapján állapították meg a sorrendet:
1. több szerzett pont az azonosan álló csapatok közötti mérkőzéseken;
2. jobb gólkülönbség az azonosan álló csapatok közötti mérkőzéseken;
3. több szerzett gól az azonosan álló csapatok közötti mérkőzéseken;
4. ha az 1–3. pontok alapján a sorrend nem dönthető el, akkor az 1–3. pontokat újra kell alkalmazni kizárólag a továbbra is azonosan álló csapatok között játszott mérkőzésekre. Ha továbbra sem dönthető el a sorrend, akkor az 5–10. pontokat kell alkalmazni;
5. jobb gólkülönbség az összes csoportmérkőzésen;
6. több szerzett gól az összes csoportmérkőzésen; több győzelem az összes csoportmérkőzésen;
7. ha két csapat a felsorolt első hét pont alapján holtversenyben áll úgy, hogy az utolsó csoportmérkőzést egymás ellen játsszák (azaz az utolsó csoportmérkőzés, amelyet egymás ellen lejátszottak, döntetlen lett, és a pontszámuk, összesített gólkülönbségük, az összes szerzett góljuk száma is azonos) és nincs harmadik csapat, amely velük azonos pontszámmal áll, akkor közöttük büntetőrúgások döntenek a sorrendről;
8. alacsonyabb fair play pontszám (1 pont egy sárga lapért, 3 pont két sárga lapot követő piros lapért, 3 pont egy azonnali piros lapért);
9. jobb U21-es UEFA-együttható;

### A csoport
| Hely. | Csapat     | M | Gy | D | V | G+ | G– | Gk | P | Továbbjutás                                |
| ----- | ---------- | - | -- | - | - | -- | -- | -- | - | ------------------------------------------ |
| 1.    | Grúzia (R) | 3 | 1  | 2 | 0 | 5  | 3  | +2 | 5 | Továbbjutott az egyenes kieséses szakaszba |
| 2.    | Portugália | 3 | 1  | 1 | 1 | 3  | 4  | −1 | 4 | Továbbjutott az egyenes kieséses szakaszba |
| 3.    | Hollandia  | 3 | 0  | 3 | 0 | 2  | 2  | 0  | 3 |                                            |
| 4.    | Belgium    | 3 | 0  | 2 | 1 | 3  | 4  | −1 | 2 |                                            |

| 2023. június 21. 20:00 (18:00) |

| Grúzia                    | 2–0               | Portugália |
| ------------------------- | ----------------- | ---------- |
| Gagua 37' Szazonovi 45+1' | (2–0) Jegyzőkönyv |            |

| Borisz Paicsadze Stadion, Tbiliszi Nézőszám: 24 447 Játékvezető: Espen Eskås (norvég) |

| 2023. június 21. 20:00 (18:00) |

| Belgium | 0–0               | Hollandia |
| ------- | ----------------- | --------- |
|         | (0–0) Jegyzőkönyv |           |

| Mihail Meszhi Stadion, Tbiliszi Nézőszám: 1029 Játékvezető: Aliyar Aghayev (azeri) |

| 2023. június 24. 20:00 (18:00) |

| Grúzia                         | 2–2               | Belgium                    |
| ------------------------------ | ----------------- | -------------------------- |
| Csitaisvili 51' Guliasvili 87' | (0–2) Jegyzőkönyv | De Cuyper 15' Ramazani 38' |

| Borisz Paicsadze Stadion, Tbiliszi Nézőszám: 41 887 Játékvezető: Duje Strukan (horvát) |

| 2023. június 24. 20:00 (18:00) |

| Portugália  | 1–1               | Hollandia   |
| ----------- | ----------------- | ----------- |
| Almeida 20' | (1–0) Jegyzőkönyv | Brobbey 78' |

| Mihail Meszhi Stadion, Tbiliszi Nézőszám: 1526 Játékvezető: Horațiu Feşnic (román) |

| 2023. június 27. 20:00 (18:00) |

| Hollandia    | 1–1               | Grúzia          |
| ------------ | ----------------- | --------------- |
| Taylor 45+6' | (1–1) Jegyzőkönyv | Davitasvili 42' |

| Borisz Paicsadze Stadion, Tbiliszi Nézőszám: 43 004 Játékvezető: Rade Obrenović (szlovén) |

| 2023. június 27. 20:00 (18:00) |

| Portugália                      | 2–1               | Belgium       |
| ------------------------------- | ----------------- | ------------- |
| Neves 56' Dantas 89' (11-esből) | (0–0) Jegyzőkönyv | Vertessen 65' |

| Mihail Meszhi Stadion, Tbiliszi Nézőszám: 1373 Játékvezető: Willy Delajod (francia) |

### B csoport
| Hely. | Csapat        | M | Gy | D | V | G+ | G– | Gk | P | Továbbjutás                                |
| ----- | ------------- | - | -- | - | - | -- | -- | -- | - | ------------------------------------------ |
| 1.    | Spanyolország | 3 | 2  | 1 | 0 | 6  | 2  | +4 | 7 | Továbbjutott az egyenes kieséses szakaszba |
| 2.    | Ukrajna       | 3 | 2  | 1 | 0 | 5  | 2  | +3 | 7 | Továbbjutott az egyenes kieséses szakaszba |
| 3.    | Horvátország  | 3 | 0  | 1 | 2 | 0  | 3  | −3 | 1 |                                            |
| 4.    | Románia (R)   | 3 | 0  | 1 | 2 | 0  | 4  | −4 | 1 |                                            |

| 2023. június 21. 19:00 (18:00) |

| Ukrajna                | 2–0               | Horvátország |
| ---------------------- | ----------------- | ------------ |
| Kascsuk 19' Szikan 48' | (1–0) Jegyzőkönyv |              |

| Rapid-Giulești Stadium, Bukarest Nézőszám: 1677 Játékvezető: Mohammed Al-Hakim (svéd) |

| 2023. június 21. 21:45 (20:45) |

| Románia | 0–3               | Spanyolország                     |
| ------- | ----------------- | --------------------------------- |
|         | (0–0) Jegyzőkönyv | Baena 55' Miranda 62' Gómez 90+5' |

| Steaua Stadion, Bukarest Nézőszám: 21 227 Játékvezető: Erik Lambrechts (belga) |

| 2023. június 24. 19:00 (18:00) |

| Románia | 0–1               | Ukrajna   |
| ------- | ----------------- | --------- |
|         | (0–0) Jegyzőkönyv | Dican 89' |

| Steaua Stadion, Bukarest Nézőszám: 14 309 Játékvezető: Morten Krogh (dán) |

| 2023. június 24. 21:45 (20:45) |

| Spanyolország | 1–0               | Horvátország |
| ------------- | ----------------- | ------------ |
| Ruiz 1'       | (1–0) Jegyzőkönyv |              |

| Rapid-Giulești Stadium, Bukarest Nézőszám: 2 921 Játékvezető: Allard Lindhout (holland) |

| 2023. június 27. 21:45 (20:45) |

| Horvátország | 0–0               | Románia |
| ------------ | ----------------- | ------- |
|              | (0–0) Jegyzőkönyv |         |

| Steaua Stadion, Bukarest Nézőszám: 7 816 Játékvezető: João Pinheiro (portugál) |

| 2023. június 27. 21:45 (20:45) |

| Spanyolország         | 2–2               | Ukrajna                             |
| --------------------- | ----------------- | ----------------------------------- |
| Zselizko 49' Ruiz 90' | (0–1) Jegyzőkönyv | Vjunnik 43' Szudakov 81' (11-esből) |

| Rapid-Giulești Stadium, Bukarest Nézőszám: 2 027 Játékvezető: Donatas Rumšas (litván) |

### C csoport
| Hely. | Csapat      | M | Gy | D | V | G+ | G– | Gk | P | Továbbjutás                                |
| ----- | ----------- | - | -- | - | - | -- | -- | -- | - | ------------------------------------------ |
| 1.    | Anglia      | 3 | 3  | 0 | 0 | 6  | 0  | +6 | 9 | Továbbjutott az egyenes kieséses szakaszba |
| 2.    | Izrael      | 3 | 1  | 1 | 1 | 2  | 3  | −1 | 4 | Továbbjutott az egyenes kieséses szakaszba |
| 3.    | Csehország  | 3 | 1  | 0 | 2 | 2  | 4  | −2 | 3 |                                            |
| 4.    | Németország | 3 | 0  | 1 | 2 | 2  | 5  | −3 | 1 |                                            |

| 2023. június 22. 20:00 (18:00) |

| Csehország | 0–2               | Anglia                      |
| ---------- | ----------------- | --------------------------- |
|            | (0–0) Jegyzőkönyv | Ramsey 47' Smith Rowe 90+4' |

| Acsarabet Arena, Batumi Nézőszám: 8 168 Játékvezető: Horațiu Feşnic (román) |

| 2023. június 22. 20:00 (18:00) |

| Németország | 1–1               | Izrael       |
| ----------- | ----------------- | ------------ |
| Bisseck 26' | (1–1) Jegyzőkönyv | Turgeman 20' |

| Ramaz Sengeliasz Stadion, Kutaiszi Nézőszám: 2 442 Játékvezető: Willy Delajod (francia) |

| 2023. június 25. 20:00 (18:00) |

| Csehország         | 2–1               | Németország |
| ------------------ | ----------------- | ----------- |
| Sejk 33' Vitík 87' | (1–0) Jegyzőkönyv | Stiller 70' |

| Acsarabet Arena, Batumi Nézőszám: 5 023 Játékvezető: Espen Eskås (norvég) |

| 2023. június 25. 20:00 (18:00) |

| Anglia                    | 2–0               | Izrael |
| ------------------------- | ----------------- | ------ |
| Gordon 15' Smith Rowe 68' | (1–0) Jegyzőkönyv |        |

| Ramaz Sengeliasz Stadion, Kutaiszi Nézőszám: 5 106 Játékvezető: Rade Obrenović (szlovén) |

| 2023. június 28. 20:00 (18:00) |

| Izrael        | 1–0               | Csehország |
| ------------- | ----------------- | ---------- |
| Gandelman 82' | (0–0) Jegyzőkönyv |            |

| Ramaz Sengeliasz Stadion, Kutaiszi Nézőszám: 2 175 Játékvezető: Duje Strukan (horvát) |

| 2023. június 28. 20:00 (18:00) |

| Anglia                | 2–0               | Németország |
| --------------------- | ----------------- | ----------- |
| Archer 4' Elliott 21' | (2–0) Jegyzőkönyv |             |

| Acsarabet Arena, Batumi Nézőszám: 9 587 Játékvezető: Aliyar Aghayev (azeri) |

### D csoport
| Hely. | Csapat        | M | Gy | D | V | G+ | G– | Gk | P | Továbbjutás                                |
| ----- | ------------- | - | -- | - | - | -- | -- | -- | - | ------------------------------------------ |
| 1.    | Franciaország | 3 | 3  | 0 | 0 | 7  | 2  | +5 | 9 | Továbbjutott az egyenes kieséses szakaszba |
| 2.    | Svájc         | 3 | 1  | 0 | 2 | 5  | 8  | −3 | 3 | Továbbjutott az egyenes kieséses szakaszba |
| 3.    | Olaszország   | 3 | 1  | 0 | 2 | 4  | 5  | −1 | 3 |                                            |
| 4.    | Norvégia      | 3 | 1  | 0 | 2 | 2  | 3  | −1 | 3 |                                            |

| 2023. június 22. 19:00 (18:00) |

| Norvégia  | 1–2               | Svájc               |
| --------- | ----------------- | ------------------- |
| Ceide 19' | (1–1) Jegyzőkönyv | Ndoye 36' Imeri 56' |

| Dr. Constantin Rădulescu Stadion, Kolozsvár Nézőszám: 1279 Játékvezető: João Pinheiro (portugál) |

| 2023. június 22. 21:45 (20:45) |

| Franciaország              | 2–1               | Olaszország  |
| -------------------------- | ----------------- | ------------ |
| Kalimuendo 22' Barcola 62' | (1–1) Jegyzőkönyv | Pellegri 36' |

| Kolozsvár Aréna, Kolozsvár Nézőszám: 11 286 Játékvezető: Allard Lindhout (holland) |

| 2023. június 25. 19:00 (18:00) |

| Svájc                 | 2–3               | Olaszország                       |
| --------------------- | ----------------- | --------------------------------- |
| Imeri 47' Amdouni 52' | (0–3) Jegyzőkönyv | Pirola 6' Gnonto 11' Parisi 45+4' |

| Kolozsvár Aréna, Kolozsvár Nézőszám: 4 339 Játékvezető: Mohammed Al-Hakim (svéd) |

| 2023. június 25. 21:45 (20:45) |

| Norvégia | 0–1               | Franciaország |
| -------- | ----------------- | ------------- |
|          | (0–0) Jegyzőkönyv | Olise 57'     |

| Dr. Constantin Rădulescu Stadion, Kolozsvár Nézőszám: 1507 Játékvezető: Donatas Rumšas (litván) |

| 2023. június 28. 21:45 (20:45) |

| Olaszország | 0–1               | Norvégia    |
| ----------- | ----------------- | ----------- |
|             | (0–0) Jegyzőkönyv | Botheim 65' |

| Kolozsvár Aréna, Kolozsvár Nézőszám: 2 347 Játékvezető: Erik Lambrechts (belga) |

| 2023. június 28. 21:45 (20:45) |

| Svájc     | 1–4               | Franciaország                                             |
| --------- | ----------------- | --------------------------------------------------------- |
| Ndoye 35' | (1–1) Jegyzőkönyv | Gouiri 16' (11-esből) Barcola 65' Cherki 76' Caqueret 81' |

| Dr. Constantin Rădulescu Stadion, Kolozsvár Nézőszám: 1652 Játékvezető: Morten Krogh (dán) |

## Egyenes kieséses szakasz
Az egyenes kieséses szakaszban döntetlen esetén 2x15 perces hosszabbítás következett. Ha ezután is döntetlen az állás, akkor büntetőpárbaj döntött.
|  |                                      |               |                            |                             |   |               |                             |           |  |  |       |       |       |
|  | Negyeddöntők                         | Negyeddöntők  | Negyeddöntők               |                             |   | Elődöntők     | Elődöntők                   | Elődöntők |  |  | Döntő | Döntő | Döntő |
|  | Negyeddöntők                         | Negyeddöntők  | Negyeddöntők               |                             |   | Elődöntők     | Elődöntők                   | Elődöntők |  |  | Döntő | Döntő | Döntő |
|  | július 1. – Borisz Paicsadze Stadion |               |                            |                             |   |               |                             |           |  |  |       |       |       |
|  |                                      |               |                            |                             |   |               |                             |           |  |  |       |       |       |
|  | A1                                   | Grúzia        | 0 (3)                      |                             |   |               |                             |           |  |  |       |       |       |
|  | A1                                   | Grúzia        | 0 (3)                      | július 5. – Acsarabet Arena |   |               |                             |           |  |  |       |       |       |
|  | C2                                   | Izrael        | 0 (4)                      |                             |   |               |                             |           |  |  |       |       |       |
|  | C2                                   | Izrael        | 0 (4)                      |                             |   | Izrael        | Izrael                      | 0         |  |  |       |       |       |
|  | július 2. – Ramaz Sengeliasz Stadion |               |                            |                             |   | Izrael        | Izrael                      | 0         |  |  |       |       |       |
|  |                                      |               | Anglia                     | Anglia                      | 3 |               |                             |           |  |  |       |       |       |
|  | C1                                   | Anglia        | Anglia                     | Anglia                      | 3 | 1             |                             |           |  |  |       |       |       |
|  | C1                                   | Anglia        |                            |                             |   | 1             | július 8. – Acsarabet Arena |           |  |  |       |       |       |
|  | A2                                   | Portugália    | 0                          |                             |   |               |                             |           |  |  |       |       |       |
|  | A2                                   | Portugália    | 0                          |                             |   | Anglia        | Anglia                      | 1         |  |  |       |       |       |
|  | július 1. – Rapid-Giulești Stadium   |               |                            |                             |   | Anglia        | Anglia                      | 1         |  |  |       |       |       |
|  |                                      |               | Spanyolország              | Spanyolország               | 0 |               |                             |           |  |  |       |       |       |
|  | B1                                   | Spanyolország | Spanyolország              | Spanyolország               | 0 | 2             |                             |           |  |  |       |       |       |
|  | B1                                   | Spanyolország | július 5. – Steaua Stadion |                             |   | 2             |                             |           |  |  |       |       |       |
|  | D2                                   | Svájc         | 1                          |                             |   |               |                             |           |  |  |       |       |       |
|  | D2                                   | Svájc         | 1                          |                             |   | Spanyolország | Spanyolország               | 5         |  |  |       |       |       |
|  | július 2. – Kolozsvár Aréna          |               |                            |                             |   | Spanyolország | Spanyolország               | 5         |  |  |       |       |       |
|  |                                      |               | Ukrajna                    | Ukrajna                     | 1 |               |                             |           |  |  |       |       |       |
|  | D1                                   | Franciaország | Ukrajna                    | Ukrajna                     | 1 | 1             |                             |           |  |  |       |       |       |
|  | D1                                   | Franciaország |                            |                             |   |               |                             |           |  |  |       |       |       |
|  | B2                                   | Ukrajna       | 3                          |                             |   |               |                             |           |  |  |       |       |       |
|  | B2                                   | Ukrajna       | 3                          |                             |   |               |                             |           |  |  |       |       |       |
|  |                                      |               |                            |                             |   |               |                             |           |  |  |       |       |       |

### Negyeddöntő
| 2023. július 1. 20:00 (18:00) |

| Grúzia                                                  | 0–0 (h. u.)                 | Izrael                        |
| ------------------------------------------------------- | --------------------------- | ----------------------------- |
|                                                         | (0–0, 0–0, 0–0) Jegyzőkönyv |                               |
| Büntetőpárbaj                                           |                             |                               |
| Azarovi Davitashvili Gagua Moistsrapishvili Khvadagiani | 3–4                         | Cohen Gandelman Khalaily Gluh |

| Borisz Paicsadze Stadion, Tbiliszi Nézőszám: 44 338 Játékvezető: Espen Eskås (norvég) |

| 2023. július 1. 22:00 (21:00) |

| Spanyolország             | 2–1 (h. u.)                 | Svájc         |
| ------------------------- | --------------------------- | ------------- |
| S. Gómez 68' Miranda 103' | (0–0, 1–1, 2–1) Jegyzőkönyv | Amdouni 90+1' |

| Rapid-Giulești Stadium, Bukarest Nézőszám: 3 861 Játékvezető: Erik Lambrechts (belga) |

| 2023. július 2. 20:00 (18:00) |

| Anglia     | 1–0               | Portugália |
| ---------- | ----------------- | ---------- |
| Gordon 34' | (1–0) Jegyzőkönyv |            |

| Ramaz Sengeliasz Stadion, Kutaiszi Nézőszám: 6 920 Játékvezető: Rade Obrenović (szlovén) |

| 2023. július 2. 22:00 (21:00) |

| Franciaország | 1–3               | Ukrajna                                    |
| ------------- | ----------------- | ------------------------------------------ |
| Cherki 19'    | (1–2) Jegyzőkönyv | Szudakov 32' (11-esből) 44' Bondarenko 86' |

| Kolozsvár Aréna, Kolozsvár Nézőszám: 6 281 Játékvezető: João Pinheiro (portugál) |

### Elődöntő
| 2023. július 5. 20:00 (18:00) |

| Izrael | 0–3               | Anglia                                |
| ------ | ----------------- | ------------------------------------- |
|        | (0–1) Jegyzőkönyv | Gibbs-White 42' Palmer 63' Archer 90' |

| Acsarabet Arena, Batumi Nézőszám: 11 801 Játékvezető: Morten Krogh (dán) |

| 2023. július 5. 22:00 (21:00) |

| Spanyolország                                        | 5–1               | Ukrajna        |
| ---------------------------------------------------- | ----------------- | -------------- |
| Ruiz 17' Sancet 24' Blanco 54' Oroz 68' S. Gómez 78' | (2–1) Jegyzőkönyv | Bondarenko 13' |

| Steaua Stadion, Bukarest Nézőszám: 9 230 Játékvezető: Erik Lambrechts (belga) |

### Döntő
| 2023. július 8. 20:00 (18:00) |

| Anglia      | 1–0               | Spanyolország |
| ----------- | ----------------- | ------------- |
| Jones 45+4' | (1–0) Jegyzőkönyv |               |

| Acsarabet Arena, Batumi Nézőszám: 18 498 Játékvezető: Espen Eskås (norvég) |

## Gólszerzők
3 gólos
| - Sergio Gómez | - Abel Ruiz | - Heorhij Szudakov |  |

2 gólos
| - Cameron Archer - Anthony Gordon - Emile Smith Rowe - Bradley Barcola | - Rayan Cherki - Juan Miranda - Zeki Amdouni | - Kastriot Imeri - Dan Ndoye - Artem Bondarenko |  |

1 gólos
| - Maxim De Cuyper - Largie Ramazani - Yorbe Vertessen - Václav Sejk - Martin Vitík - Harvey Elliott - Morgan Gibbs-White - Curtis Jones - Cole Palmer - Jacob Ramsey - Maxence Caqueret - Amine Gouiri - Arnaud Kalimuendo - Michael Olise - Zuriko Davitashvili | - Giorgi Gagua - Giorgi Guliasvili - Szaba Szazonovi - Georgij Csitaisvili - Yann Aurel Bisseck - Angelo Stiller - Omri Gandelman - Dor Turgeman - Wilfried Gnonto - Fabiano Parisi - Pietro Pellegri - Lorenzo Pirola - Brian Brobbey | - Kenneth Taylor - Erik Botheim - Emil Konradsen Ceide - André Almeida - Tiago Dantas - João Neves - Álex Baena - Antonio Blanco - Aimar Oroz - Oihan Sancet - Olekszij Kascsuk - Danilo Szikan - Bohdan Vjunnik |  |

öngólos
| - Victor Dican (Ukrajna ellen) | - Ivan Zselizko (Spanyolország ellen) |  |

## Díjak

### A torna játékosa
- Anthony Gordon[1]

### Legjobb gólszerző(k)
- Sergio Gómez /  Abel Ruiz /  Heorhij Szudakov[15] (3 góllal)

### A torna csapat
A torna után az UEFA technikai megfigyelői választották ki a 21 éven aluliak csapatát.
| Pozíció       | Játékos               |
| ------------- | --------------------- |
| Kapus         | James Trafford        |
| Védők         | Juan Miranda          |
| Védők         | Levi Colwill          |
| Védők         | Taylor Harwood-Bellis |
| Védők         | James Garner          |
| Középpályások | Rodri                 |
| Középpályások | Antonio Blanco        |
| Középpályások | Curtis Jones          |
| Középpályások | Sergio Gómez          |
| Csatárok      | Abel Ruiz             |
| Csatárok      | Anthony Gordon        |

## Kijutottak a 2024-es Olimpiára
| Csapat        | Kvalifikáció dátuma  | Eddigi részvételek száma a nyári olimpián1                                        |
| ------------- | -------------------- | --------------------------------------------------------------------------------- |
| Franciaország | 2017. szeptember 13. | 13 (1900, 1908, 1920, 1924, 1928, 1948, 1952, 1960, 1968, 1976, 1984, 1996, 2020) |
| Izrael        | 2023. július 2.      | 2 (1968, 1976)                                                                    |
| Spanyolország | 2023. július 2.      | 11 (1920, 1924, 1928, 1968, 1976, 1980, 1992, 1996, 2000, 2012, 2020)             |
| Ukrajna       | 2023. július 2.      | 0                                                                                 |

1 Félkövérrel szedve a győztes évek. A dőlttel jelzett évszámok jelölik az adott nemzetet, amikor házigazda volt.